# 太和 (香港)

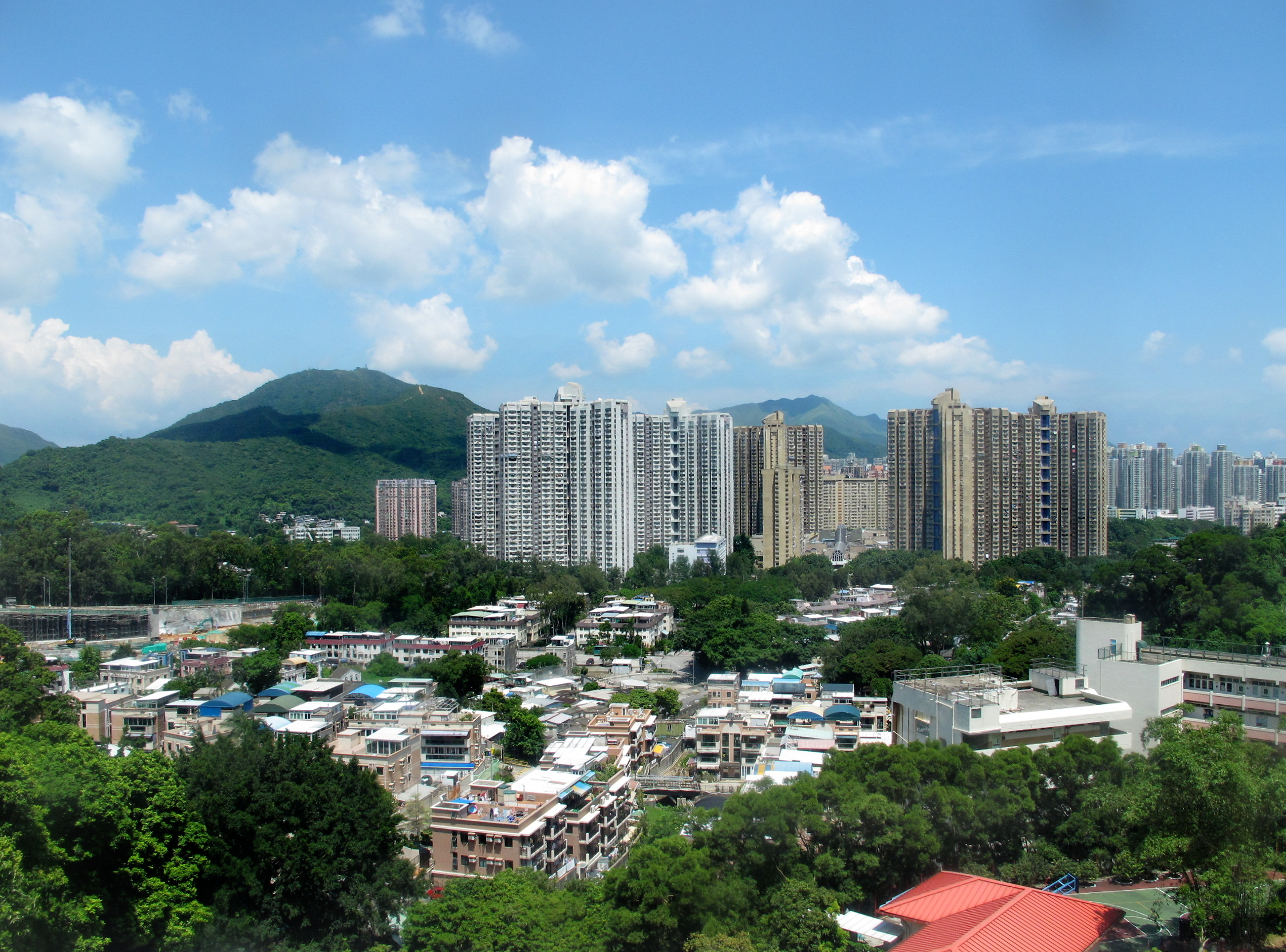
太和 （2012年）

太和（英語：Tai Wo）是香港新界大埔新市鎮太和邨一帶的一個通俗分區，因以鄰近林村河對岸以太和市命名的太和邨而得名，而「太和市」的「太」字亦取自文氏聚居地「太坑」（泰亨之諧音）。現今太和以太和邨及太和廣場為核心。

## 主要建築
- 太和邨
- 寶雅苑
- 太和廣場
- 太和體育館

## 公共設施

### 學校
- 神召會康樂中學（1961年創辦）
- 迦密聖道中學（1998年創辦）
- 大埔官立小學（1946年創辦）
- 林村公立黃福鑾紀念學校（1988年創辦）
- 基督教宣道會太和幼稚園（页面存档备份，存于）（1989年創辦）（位於太和邨新和樓地下）
- 天主教大埔幼稚園（页面存档备份，存于）（1989年創辦）（位於寶雅苑家和閣地下）
- 香港基督教播道會聯會中國基督教播道會寶雅幼兒學校（页面存档备份，存于）（1989年創辦）（位於寶雅苑興和閣地下117-124號）
- 竹園區神召會太和康樂幼兒學校（1991年創辦）（位於太和鄰里社區中心3樓）

### 政府設施
- 大埔政府合署
- 大埔救護站
- 大埔消防局
- 太和鄰里社區中心

## 區議會議席分佈
以下包括太和邨及寶雅苑為範圍。
| 年度/範圍                       | 2000-2003          | 2004-2007          | 2008-2011          | 2012-2015          | 2016-2019          | 2020-2023          |
| ------------------------------- | ------------------ | ------------------ | ------------------ | ------------------ | ------------------ | ------------------ |
| 太和邨及寶雅苑 以太和站南北劃分 | 寶雅選區及太和選區 | 寶雅選區及太和選區 | 寶雅選區及太和選區 | 寶雅選區及太和選區 | 寶雅選區及太和選區 | 寶雅選區及太和選區 |

註：以上主要範圍尚有其他細微調整（包括編號），請參閱有關區議會選舉選區分界地圖及條目。

## 外部連結
- 房屋署太和邨資料（页面存档备份，存于）